# Narciso Costa
Narciso Costa, född 21 juni 1903, död 2 februari 1966, var en friidrottare från Brasilien. Han deltog vid olympiska sommarspelen 1924.